# Сторонський Микола Миколайович
Сторонський Микола Миколайович (рос. Никола́й Никола́евич Сторо́нский) (нар. 21 липня 1984, Долгопрудний, РРФСР) — російсько-британський підприємець, фінансист. Засновник фінтех — компанії Revolut.

## Біографія
Народився в підмосковному Долгопрудному, закінчив фізико-математичну школу. У 2002 році вступив на факультет загальної та прикладної фізики МФТІ, а в 2006-му — на магістерську програму з економіки в Російську економічну школу. Отримав обидва дипломи в 2007 році. У 2006 році Сторонського запросили на стажування в банк Lehman Brothers в Лондоні, де він пропрацював трейдером аж до банкрутства банку в 2008 році. Після цього команду трейдерів перекупив найбільший японський брокерський дім Nomura, але через місяць роботи в ньому Сторонський перейшов в Credit Suisse, де пропрацював наступні п'ять років.

### Revolut
Сторонський задумав Revolut в 2014 році. Першою його ідеєю була мультивалютна банківська карта, яка дозволяла б конвертувати валюту в подорожах за вигідним курсом. Першим інвестором проекту був сам Сторонський, який вклав близько £ 300 000 власних накопичень. Через кілька місяців підприємець покликав в стартап колишнього розробника Deutsche Bank Влада Яценка, який став технічним директором. Перший прототип Revolut був готовий на початку 2015 року, а в липні 2015-го додаток запрацював повноцінно. У квітні 2018 оцінка Revolut зросла до $ 1,7 млрд. У лютому 2020 року оцінка Revolut піднялася до 6 млрд дол.

## Статки
У 2019 увійшов до російського списку Форбс, зайнявши 199-е місце зі статком 0,5 млрд дол. У 2020 році його частка в Revolut (близько 30 %) була оцінена російським Форбсом в 1,65 млрд дол.

## Родина
Батько — Микола Миронович Сторонський, топ-менеджер «Газпрому», з грудня 2019 року обіймає посаду гендиректора АТ «Газпром Промгаз».
Одружений, має двох дітей. Проживає в Лондоні.[джерело?]